# 여성용 소변기

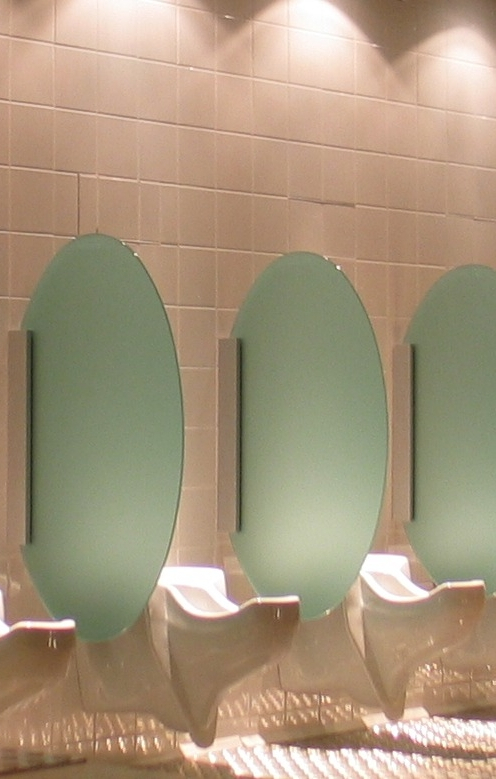
독일 GBH Bathroom Products에서 만든 칸막이로 구분된 여성용 소변기

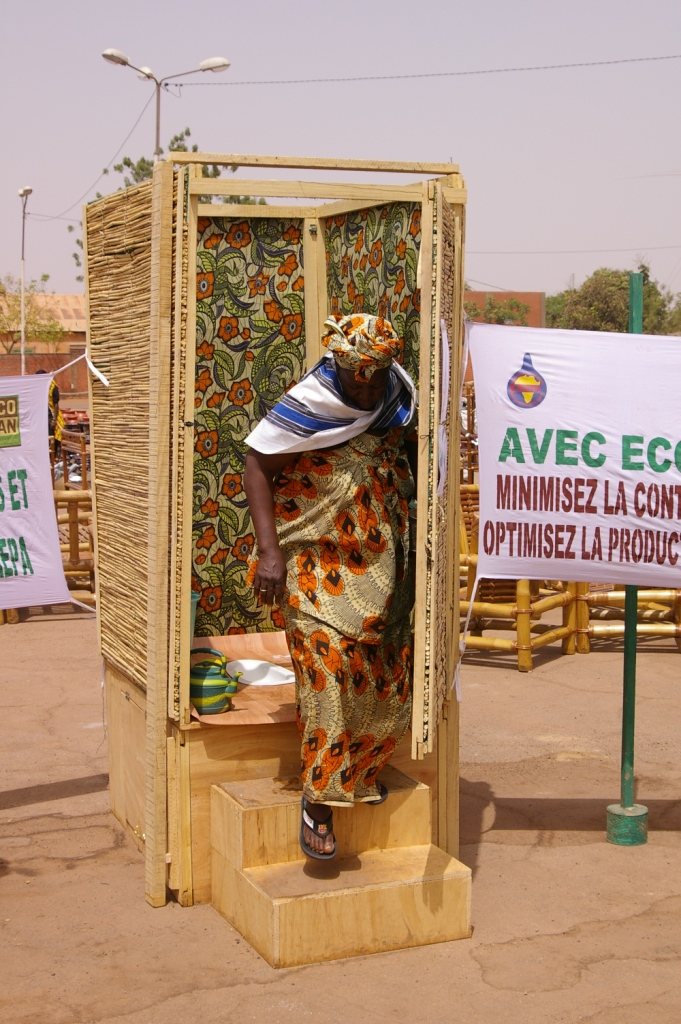
와가두구의 FESPACO에서 사용된 휴대용 경량 여성 소변기

여성용 소변기(女性用 小便器, 영어: female urinal)는 여성의 해부학적 구조를 고려하여 여성이 쉽게 사용할 수 있도록 설계된 소변기이다. 다양한 모델이 선 자세, 반쯤 웅크린 자세 또는 웅크린 자세로 배뇨할 수 있도록 하지만, 보통 변기와 직접적인 신체 접촉은 없다. 앉아서 사용하는 모델도 있으며 소변기와 신체 접촉이 가능하도록 설계되었다.
남녀공용 소변기(Unisex urinal)는 다양한 회사에서 판매되며 양성 모두 사용할 수 있다. 여성용 소변기와 남녀공용 소변기는 남성용 소변기보다 훨씬 덜 일반적이다. 또한 남성용 소변기는 사적인 화장실보다 공중화장실에 더 흔하다.

## 배경

### 변기에 비해 배뇨 시 장점
여성 사용자를 위한 소변기는 변기에 비해 남성 사용자용 소변기와 동일한 장점을 가질 수 있다 (배뇨만 고려했을 때):
- 낮은 비용
- 간단한 유지 보수
- 작은 공간 요구 사항 (여러 개의 벽걸이형 소변기는 단일 변기 칸의 바닥 공간에 설치될 수 있다)
- 앉는 변기에 비해 적은 물 소비량 (물이 필요 없는 소변기는 물 없이도 작동 가능)
- 더 위생적이고 접촉 없는 배뇨 과정 (이전 사용자의 인분과 접촉할 위험이 없다)
- 접촉을 피하는 여성들의 변기 시트 위의 소변이 없다
- 더 빠른 사용
- 비료로서 영양소의 더 쉬운 재활용 가능성[4]

동일한 바닥 공간에 더 많은 유닛이 설치되므로, 일반적으로 공중 화장실 대기 시간이 더 짧고 빠르다. 동시에 30% 더 많은 사람들이 화장실 시설을 사용할 수 있다.
여성용 소변기는 특히 극장, 경기장, 학교, 대학, 디스코텍, 쇼핑 센터, 대중교통 시설과 같이 피크 시간에 사용량이 많고 많은 방문객을 유치할 가능성이 높은 공중화장실에 적합할 수 있다. 또한 야외 행사 및 축제에서 사용할 수 있는 임시 이동식 여성용 소변기와 공공 장소를 위한 독립형 부스가 개발되었다.

## 디자인 및 구현

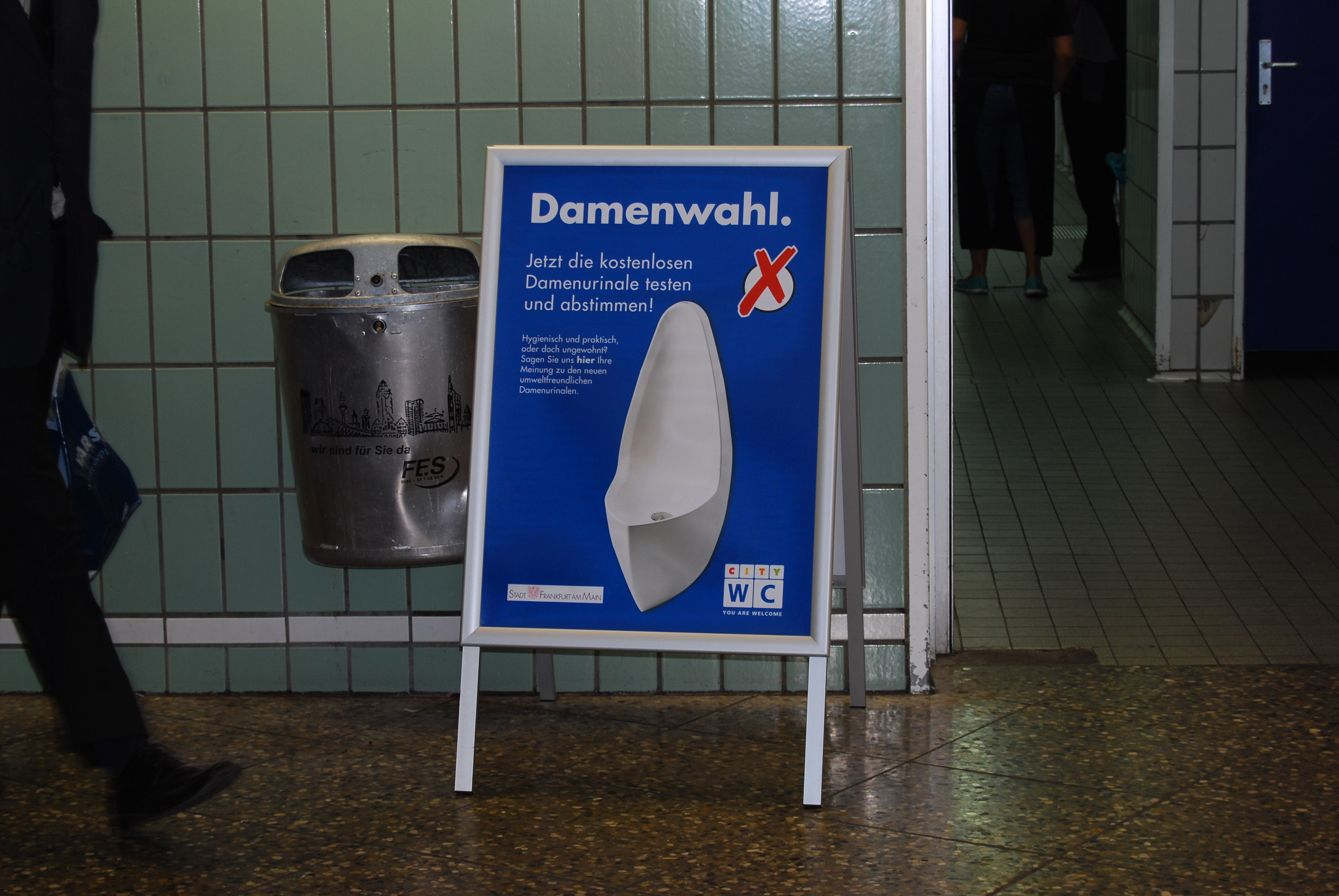
독일 프랑크푸르트의 공중화장실 입구 앞 여성용 소변기 안내

남녀 모두 사용할 수 있는 소변기가 개발되고 있다. 남성용 소변기는 공중화장실에서 거의 어디서나 찾을 수 있지만, 남녀공용 또는 여성용 소변기는 여전히 틈새 제품이다. 많은 사람들은 남성의 해부학적 특성 때문에 남성에게 더 만족스럽다고 생각한다. 겔젠키르헨에 위치한 베스트팔렌 응용과학대학교의 위생 기술 교수인 메테 데미리즈에 따르면, 경제적 고려와 사회적 관습 또한 공중화장실에 여성용 소변기를 더 널리 설치하는 것을 막고 있다.
오늘날 제공되는 여성용 소변기 모델은 개념적으로 서로 유사하며 남성용 소변기의 형태와 디자인을 따르지만, 여성 해부학에 더 맞춤화되어 있다. 한 가지 차이점은 대부분의 여성이 소변기를 등지고 서서 반쯤 웅크린 자세를 취한다는 것이다. 이는 때로 "스키 타는 자세" 또는 "호버링 자세"라고도 불린다. 이는 일반적으로 여성들이 지저분한 공중화장실에서 신체 접촉을 원하지 않을 때 취하는 자세를 기반으로 하지만, 호버링은 방광에 소변이 남을 수 있으며 골반기저근에 좋지 않을 수 있다. 따라서 일부 사람들은 정말 필요한 경우에만 호버링 자세를 취한다.
화변기가 일반적인 국가에서는 여성용 소변기를 바닥 높이에 세라믹 팬 형태로도 찾을 수 있다. 이러한 소변기는 소변이 튀는 것을 방지하기 위해 완전 웅크린 자세로 사용된다. 과거에는 완전 웅크린 자세로 사용되는 모델(아시아의 웅크린 자세로 사용하는 화장실과 유사)이 프로토타입 단계까지 개발되었거나 첸-칼슨의 "Peeandgo"처럼 시장에 출시되었지만 상업적 성공을 거두지는 못했다. 서양 시장에서 모든 여성용 소변기는 벽걸이형이며 반쯤 웅크린, 스키 타는 자세로 사용되었다.
- 인도 타밀나두주 쿠달로르 지구 페라마투르에 있는 정부 중학교 여학생용 웅크린 소변기(바닥에 설치). 오른쪽 소변기는 칸막이가 있고 나이든 여학생들이 사용한다.
- 전시회에 전시된 두 가지 다른 디자인의 벽걸이형 여성 소변기
- 공중 화장실에서 여성용 소변기 사용 방법 그래픽 안내(독일 프랑크푸르트)

## 구현의 문제점
현재 실제로 구현되고 있는 두 가지 다른 배열이 있다. 남성용 소변기와 유사하게 나란히 배치하는 방식(보통 칸막이로 구분), 그리고 개별 부스나 칸에 배치하는 방식이 있다. 후자 디자인의 경우, 전통적인 화장실과 비교할 때 공간 요구 사항이 작다는 주요 장점이 사라진다. 나란히 배치하는 방식은 시설 밀도를 높여 대기 시간을 단축할 수 있다. 그러나 이것은 일반적 변기가 단순히 소변기로 대체되는 부스 배치에는 해당되지 않는다.
부스에 설치하는 방법은 종종 여성의 개방형 소변기 사용이 사회적으로 용납되지 않는 것과 관련이 있다는 주장이 제기된다. 그러나 다른 사람과 함께 배뇨하는 것은 일부 남성에게도 문제가 될 수 있다. 소변기 사용이 수치심과 관련될 경우(예: 공중화장실 공포증의 경우) 항상 전통적인 화장실 칸으로 전환할 가능성이 있다.

남녀 공용 소변기(2번)는 여성용(1번) 및 남성용(3번) 소변기의 특징을 결합하여 남녀 모두 사용할 수 있다.

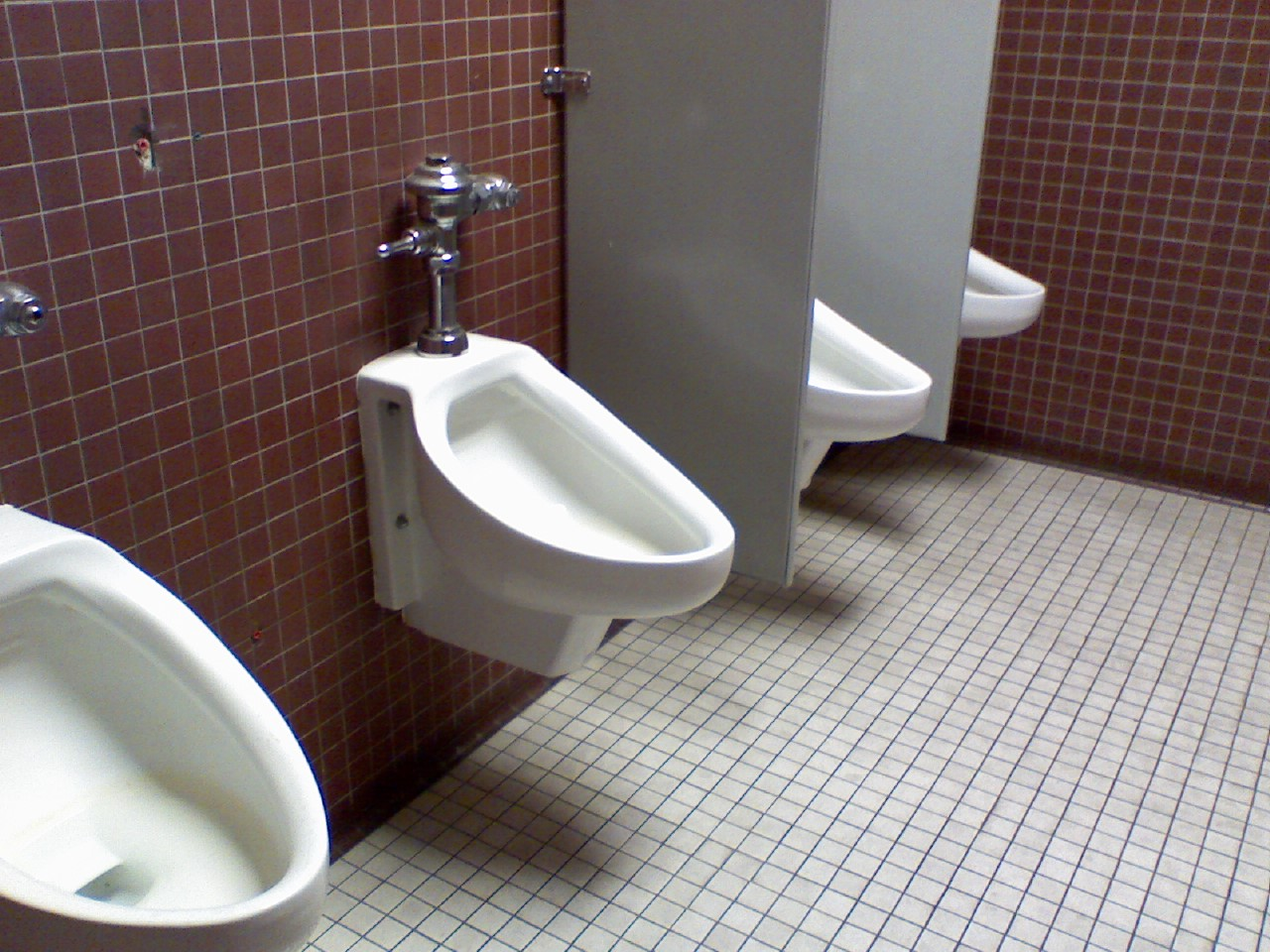
미국 여성 화장실에 개방형으로 나란히 설치된 벽걸이형 남녀 공용 소변기

이 문제는 남녀 혼성 화장실 추세 증가와 관련하여 더 많이 발생한다. 화장실을 공유하는 것은 남녀 모두를 위해 소변기를 화장실 공간에 어떻게 배치해야 하는지에 대한 질문을 제기한다. 화장실은 보통 잠금 가능한 문이 있는 칸에 수용되는 반면, 소변기는 보통 성별 구분된 화장실에 개방적으로 나란히 설치된다. 이 건설 방식은 공간을 덜 차지하고 동시에 더 많은 사람이 배뇨할 수 있으며 더 나은 위생과 경제성을 촉진하고 화장실 칸을 더 깨끗하고 필요한 사람들에게 더 많이 제공한다. 이는 현재 남성용 소변기 설치의 주요 장점 중 하나이다. 한 가지 가능성은 소변기를 계속해서 나란히 제공하는 것이다. 이것은 남성용과 여성용으로 분리되든 남녀 공용 소변기로 분리되든 소위 "사생활 벽"으로 분리될 수 있다.
다른 대안은 남녀 모두를 위한 소변기를 칸에 수용하거나 남성만을 위한 소변기를 계속 제공하는 것이다. 그러나 이것은 적어도 여성용 소변기의 위에 언급된 장점을 제한할 것이다. 따라서 독일 변호사이자 작가인 마르쿠스 베르너는 이러한 소변기가 전통적인 개방형 줄의 소변기 제거로 이어진다면 남녀 공용 화장실의 단점이 될 것이라고 보았다.
따라서 남녀 공용 화장실 추세로 인해 모든 소변기가 칸에 수용되어 시설 수가 극적으로 줄어든다면 남성들이 줄을 서야 하는 것은 매우, 매우 슬픈 일일 것이다. 이는 성별 기준으로 계산했을 때 시간 낭비일 것이다. 여성은 얻는 것이 없는데 남성은 시간을 잃는다. 여기에 남녀 공용 소변기가 있을 수 있다. 그러나 인체공학적으로 벽에 설치된 소변기를 줄에 맞춰 사용한다면 모든 사람의 부담을 덜어줄 것이다.— 마르쿠스 베르너

칸에 배치된 소변기는 전통적인 화장실에 비해 명백한 장점이 없기 때문에 인기가 없었다. 13년 후, 잘츠부르크 컨벤션 센터의 여성용 소변기 4개는 사용량 부족으로 2015년 8월에 철거되었다. 이들은 기존 변기로 대체되었다.
2017년 오스틴의 알라모 드래프트하우스에 계획된 혼성 화장실에서는 소변기가 출입구와 문으로 분리된 공간에 위치할 예정이다. 이들은 남녀 공용 소변기로 설계되었으며 이 공간 내에 개방형 줄로 배치되어 있다. 이것은 남녀 모두가 이 공간에서 나란히 있는 소변기를 사용할 수 있도록 하며, 가급적이면 양성 모두 얼굴을 벽쪽으로 향하게 서도록 한다. 반대 성별의 사람이 소변 보는 것을 보고 싶지 않은 사람들은 근처에 있는 전통적인 화장실 칸을 사용할 수 있다. 이 화장실을 계획하고 있는 건축가 리처드 와이스에 따르면, 이것은 모든 성별에게 가능한 가장 큰 선택의 자유를 제공할 것이다.

## 역사

### 19세기 초반과 20세기 초반
여성용 소변기 및 남녀공용 소변기의 최근 개발은 일부 제조업체가 제안하는 것처럼 위생 시설의 새로운 혁명이 아니다. 오히려 19세기에 뿌리를 둔 개념의 르네상스이다. 19세기의 공중화장실 개발 초기에는 여성용 소변기가 설치되었으며 소변기가 남성 전용으로 여겨지지 않았다. 예를 들어, 1897년 독일 핸드북 데르 아르키텍투어(건축 핸드북)는 "자동 헹굼 기능이 있는 여성용 소변기"를 보여준다. 당시 강조된 장점은 설치 비용 절감과 물 절약이었다.
1912년 건축 안내서 München und seine Bauten (뮌헨과 그 건물)에서는 세 곳의 공중 화장실(Lerchenfeldstraße, Ottostraße, Max-Weber-Platz)에 설치된 여성용 소변기가 "요양원" 장에서 언급되었다. 실제 화장실과 달리 이들은 "자유 소변기", 즉 무료 사용을 위한 것이었다. 이들은 큰 인기를 누렸고 빈번하게 사용되었다. 1910년대에 더 이상의 확장은 이루어지지 않았는데, 아마도 무료 사용이 시 재정에 수입을 창출하지 못했기 때문일 것이다. 마침내 여성용 무료 공중화장실(Freiaborte)는 유료 시설로 전환되었다. 1922년 뮌헨 최초의 여성 시의원이 무료 소변기 재도입을 제안했지만, 남성 전용인 Bade- und Bedürfnisanstalten 시설 책임자들에 의해 기각되었다.
세기의 전환기에 이러한 발전은 독일에서 이어지지 않았고 이러한 첫 시도들은 점점 잊혀졌다.
- J. L. Mott Iron Works (1897)의 여성용 소변기
- 뮌헨 시의회 공중화장실용으로 계획된 여성용 소변기 스케치(1906)
- 빌레로이 앤 보흐 (1908)의 독일 여성용 소변기
- 맨스톤 회사 (멕시코, 1940년대)에서 만든 여성용 소변기

### 1970년대 이후

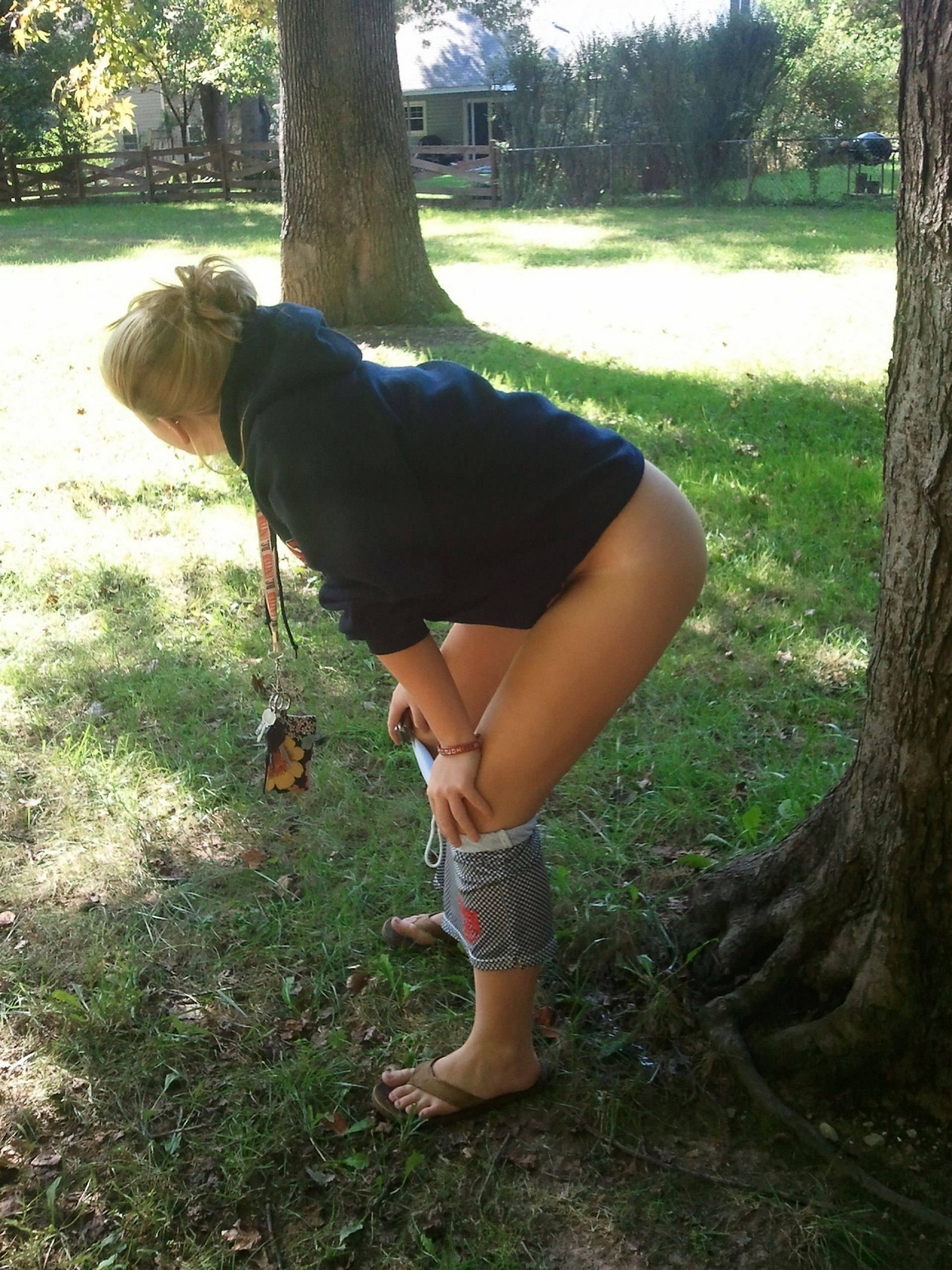
떠다니는 반쯤 웅크린 자세 또는 "스키 타는 자세"는 여성 소변기 사용에 적합한 자세이다.

1970년대, 코넬 대학교의 건축 및 위생공학 교수 알렉산더 키라는 남녀의 배뇨 행동에 대한 연구를 수행했다. 그는 기존 디자인 규격에서 벗어나 인체와 그 필요에 맞춰진 위생 배관 설비를 개발하는 목표를 추구했다.
기존의 변기에서는 위생 설비의 모양에 따라 "올바른" 사용법이 결정된다. 키라는 외부 지침 없이 남녀가 선호하는 신체 자세를 연구했다. 예를 들어 숲에서, 바위 위에서, 또는 구덩이에서 배뇨하는 경우이다. 그는 소변 줄기의 궤적과 그 조절 가능성, 그리고 다양한 신체 자세의 편안함과 건강 측면을 조사했다. 남성은 보통 서서 배뇨하며 손으로 줄기를 앞으로 향하게 한다. 여성은 웅크린 자세를 취하는 것을 선호하며 전체 신체 자세로 줄기를 조절하고 수직으로 아래쪽으로 또는 약간 비스듬히 뒤쪽으로 향하게 한다. 이 자세는 일반적으로 여성에게 가장 편안하며 가장 소변이 적게 튀는 것과 관련이 있다.
1970년대까지 아메리칸 스탠다드의 "새니스탠드(Sanistand)"와 콜러의 "하이지아" 등 다양한 제조업체에서 여성용 소변기가 미국에 일부 공급되었다. 1980년대와 1990년대에는 다양한 개념과 시제품이 제안되었지만 대부분 디자인 단계 이상으로 개발되지 않았다. 여성용 소변기는 2000년대 이후 더 흔해졌으며 주로 유럽에서 상업적으로 판매되고 있다.
1950년부터 1973년까지 아메리칸 스탠다드 회사는 대량 생산된 새니스탠드를 판매했다. 이 제품은 기존 화장실에 비해 공간과 플러싱 물 소비량이 같았기 때문에 큰 장점을 제공하지 않았다. 주요 판매 포인트는 여성이 신체 접촉 없이 사용할 수 있도록 특별히 설계되었다는 점이었다.
그 이후로 카티 존스의 "She-ina"(1990년대)과 같이 여러 상업적으로 실패한 디자인이 시도되었지만, 사용자에게 불편하게 호버링하거나 생식기를 기기에 밀접하게 접촉하게 해야 했다. 팬티 스타킹과 슬랙스와 같은 현재 의류 패션은 여성이 옷이 소변기나 바닥에 닿는 것을 원하지 않기 때문에 사용을 방해했다.
세기가 끝나갈 무렵, 예술가 킴 디키는 여성이 똑바로 서서 소변 볼 수 있도록 하는 유리자기 보철의 여러 디자인을 만들었으며, J. 욜란데 대니얼스는 1996년에 등자를 사용하여 뒤로 기대어 "사용자가 자신의 몸에서 소변을 배출하는 것을 관찰할 수 있게 하는" 디자인인 FEMMEpissoire를 전시했다. 이 디자인은 이러한 특징을 가진 최초의 디자인이었다.

### 21세기 초
공공 여성용 소변기 공급은 두 가지 주요 추세에 의해 결정된다.
- 특히 젊은층 사이에서 야외 축제 모임의 인기가 높아지고 있다. 이는 이동식 기기를 요구하며, 쉽게 조립 및 해체할 수 있어야 한다. 필요한 경우 물 공급은 여전히 주요 제약이다.
- 물 절약, 폐기물 감소, 심지어 재활용과 같은 환경 문제. 물 없는 기기는 비료로 사용할 순수 소변의 간편한 저장을 가능하게 한다.

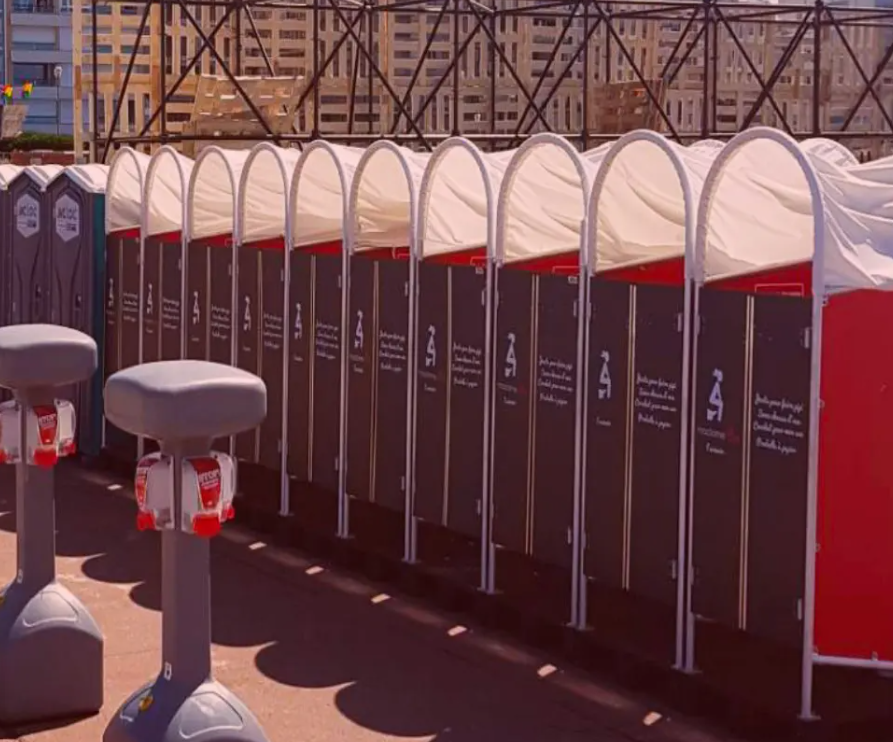
축제에서 사용되는 이동식 및 물 없는 여성용 소변기의 열

특수 일회용 깔때기와 함께 사용하기 위한 표준 통형 모델은 글래스톤베리 페스티벌과 같은 야외 축제에서 2004년에 성공적으로 도입되어 대기 시간을 줄이고 긴 줄을 완화했다.
2011년 덴마크 로스킬데 축제에서 휴대용 여성용 소변기 폴리가 도입되어 여성 축제 방문객들로부터 열렬한 반응을 얻었다. 
"솔직히 말하면, 축제에서의 소녀들의 반응은 압도적이었습니다. 우리는 수백 명의 소녀들과 이야기를 나눴고 개선 아이디어를 얻었지만, 전반적인 메시지는 '우리는 사용하고 좋아한다'는 것이었습니다!" —크리스티안 파그

라피 이동식 소변기는 툴루즈(프랑스)에서 테스트되었다. 마담피의 이동식 물 없는 소변기는 헬페스트(클리송, 프랑스) 또는 솔리데이 (파리)와 같은 축제와 파리 플라주와 같은 장기 행사에 설치되었다.

## 사회와 문화

### 공공 장소에서의 여성 신체
공공 장소에서 여성이 배뇨하는 관행은 문화적, 사회적 특징에 따라 결정된다.
- 서구 사회의 여성은 앉거나 웅크리고 배뇨하도록 교육받으며, 남성은 서서 배뇨하도록 교육받는다. 또한 여성(특히 바지를 입을 때)은 남성보다 옷을 더 많이 벗고 몸을 더 많이 드러내야 한다. 이것이 일반적으로 공중화장실에서 여성에게는 개별 칸막이가 있는 칸만이 배뇨할 수 있는 가능성으로 주어지는 이유이다. 남성에게는 소변기가 있는 것과는 다르다. 또한 사회적 관습은 여성이 자연스러운 욕구를 충족할 때 절제된 행동을 채택함으로써 겸손해야 한다고 여길 수 있다.
- 여성이 공공 장소에서 눈에 띄거나 눈에 띄지 않게 배뇨할 수 있다는 사실은 특정 문화권에서 일반적인 도덕과 에티켓에 위배되는 것처럼 보일 수 있다.

### 배뇨 평등
요구 사항, 관습 및 관행의 차이는 남성과 여성 사이의 배뇨 접근의 자연적인 생물학적 불평등으로 이어진다. 여성은 종종 더 긴 줄을 서야 한다.
공공 장소의 화장실을 배치하는 현재의 관행은 남성(앉는 변기와 소변기)과 여성(앉는 변기만)에게 동등한 면적을 할당하는 것이 불평등의 원천이다. 여성은 남성보다 화장실에서 더 많은 시간을 필요로 하며, 소변기가 차지하는 공간이 적을수록 남성용 소변기의 수를 늘릴 수 있기 때문이다. 따라서 여성용 소변기는 "배뇨 평등"으로 나아가기 위한 가능한 수단이다.

### 공개 설문 조사
1999년 연구에서는 여성 600명을 대상으로 서서 사용할 수 있는 여성용 소변기 설치에 대한 관심도를 조사했다. 응답자 대다수는 그러한 시설을 원한다고 밝혔다.
2011년 호주에서 실시된 연구에서는 인터뷰에 응한 여성의 절반 이상이 소변기가 있다면 사용하겠다고 밝혔다.

## 같이 보기
- 공중화장실
- 여성용 소변기구
- 위생 시설